# National Gallery of Ireland
La National Gallery of Ireland (Galeria Nacional d'Irlanda, en gaèlic irlandès Gailearaí Náisiúnta na hÉireann) alberga la col·lecció nacional irlandesa d'art irlandès i europeu. Està situada al centre de Dublín amb una entrada a Merrion Square, al costat de Leinster House, i altra a Clare Street. Va ser fundada el 1854 i va obrir les portes deu anys després: La Galeria té una col·lecció extensa i representativa de pintures irlandeses i també és notable per les seves pintures del barroc italià i mestres holandesos. El novembre de 2022 la seva directora serà Caroline Campbell, primera directora de la història de la institució.

## Història
El 1853 una exposició, Exhibició Industrial Irlandesa, es va situar als jardins de Leinster House a Dublín. Entre les exhibicions més populars hi havia una mostra substancial d'obres d'art organitzada i duta a terme pel magnat ferroviari William Dargan. L'entusiasme dels visitants va demostrar un interès per l'art, i es va decidir establir una col·lecció pública d'art com un monument perenne de gratitud a Dargan.

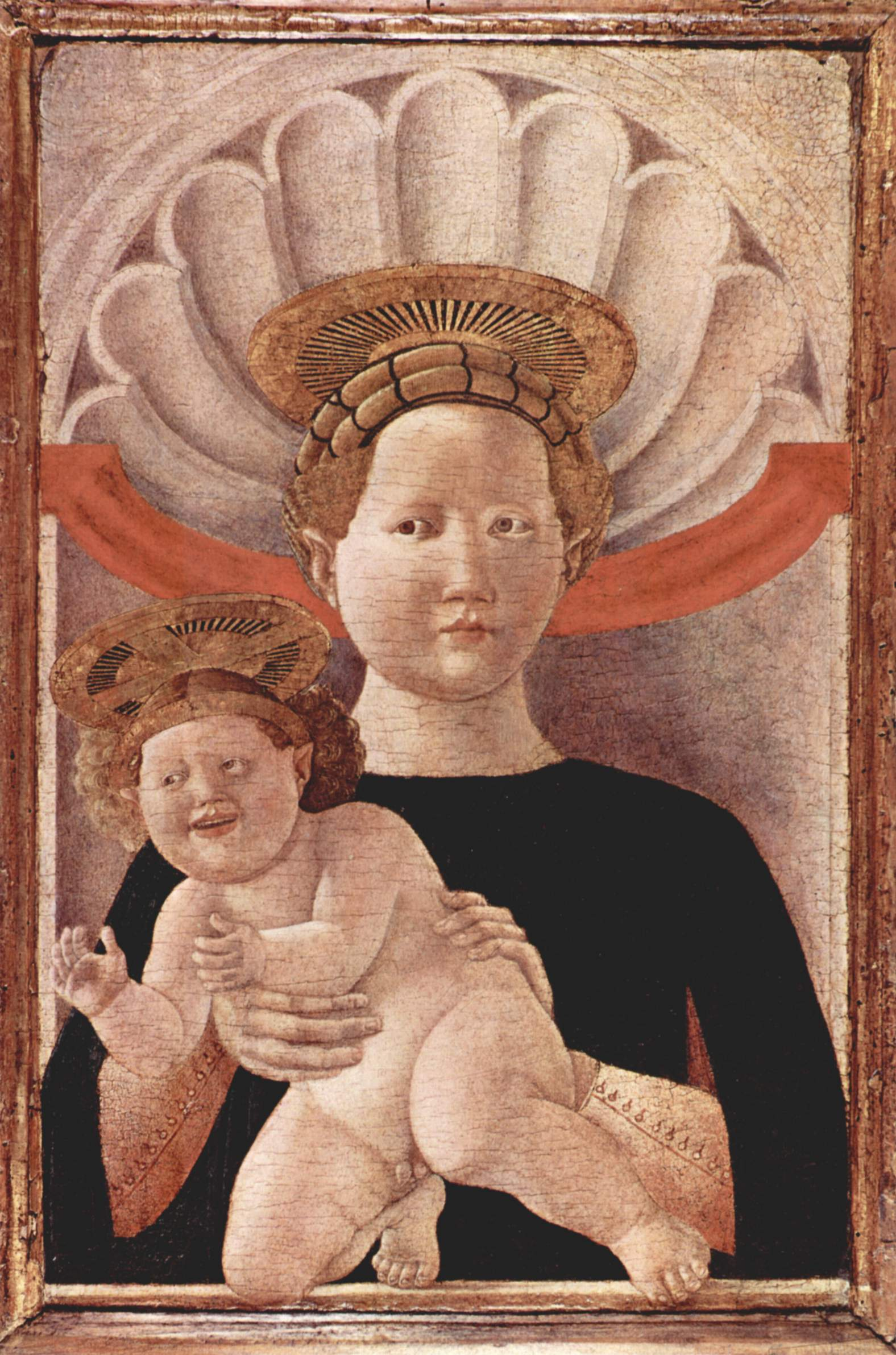
La Verge i el Nen, de Paolo Uccello.

La façana de la Galeria Nacional imita l'edifici d'Història Nacional del National Museum of Ireland que estava ja planejat a un costat de Leinster House. L'edifici va ser dissenyat per Francis Fowkes, basat en plans previs per Charles Lanyon i va ser completat en 1864.
La Galeria no va tenir la sort de ser fundada amb una d'existent, sinó a través de la compra diligent i meditada d'obres noves. En la seva època va obrir amb 125 pintures, el 1866 un fons anual de compres va ser establert i per 1891 l'espai d'exposició ja era insuficient. El 1897 la Comtessa Dowager de Milltown expressar la seva intenció de donar els continguts del palau Russborough House a la Galeria. Aquest regal incloïa prop de 200 pintures i va requerir la construcció (de 1899 a 1903) del que és ara anomenada l'Ala Milltown. Aquesta va ser dissenyada per Thomas Newenham Deane.
En aquesta època Henry Vaughan va deixar 31 aquarel·les per Joseph Mallord William Turner amb la condició que només podrien ser exhibides al gener, per protegir-les dels efectes nocius del sol. Encara que la tecnologia moderna d'il·luminació ha fet aquesta estipulació innecessària, la Galeria continua respectant l'exigència de Vaughan i per això cada exhibició d'aquestes aquarel·les és una ocasió especial.
Una altra donació substancial vi amb la primerenca mort, en l'enfonsament del Lusitania, de Hugh Lane (1875-1915), director de la Galeria, no només va deixar una gran col·lecció de pintures, també va deixar part de la seva herència, i el Fons Lane ha continuat contribuint a la compra d'obres d'art fins a aquest dia. A més del seu treball al museu, Hugh Lane també va projectar fundar una galeria d'art modern, cosa que només va ser realitzat després de la seva mort: laGaleria Municipal Hugh Lane. George Bernard Shaw també va realitzar una donació substancial, ja que va deixar a la Galeria un terç dels seus béns en gratitud pel temps que va passar aquí quan jove.
La Galeria va ser de nou ampliada el 1962 amb una nova ala dissenyada per Frank du Barry de l'Oficina d'Obres Públiques. Aquesta va obrir el 1968 i ara és nomenada elAla Beit. El 1978 la Galeria va rebre del govern les pintures donades a la nació per  Chester Beatty i el 1987 la donació Sweeney va portar 14 obres d'art incloent pintures de Picasso i Jack B. Yeats. El mateix any a la Galeria se li van donar de nou alguns continguts de la Russborough House: la donació Beit de 17 obres mestres, incloent pintures de Velázquez (La mulata), Bartolomé Esteban Murillo, Jan Steen, Vermeer i Henry Raeburn.

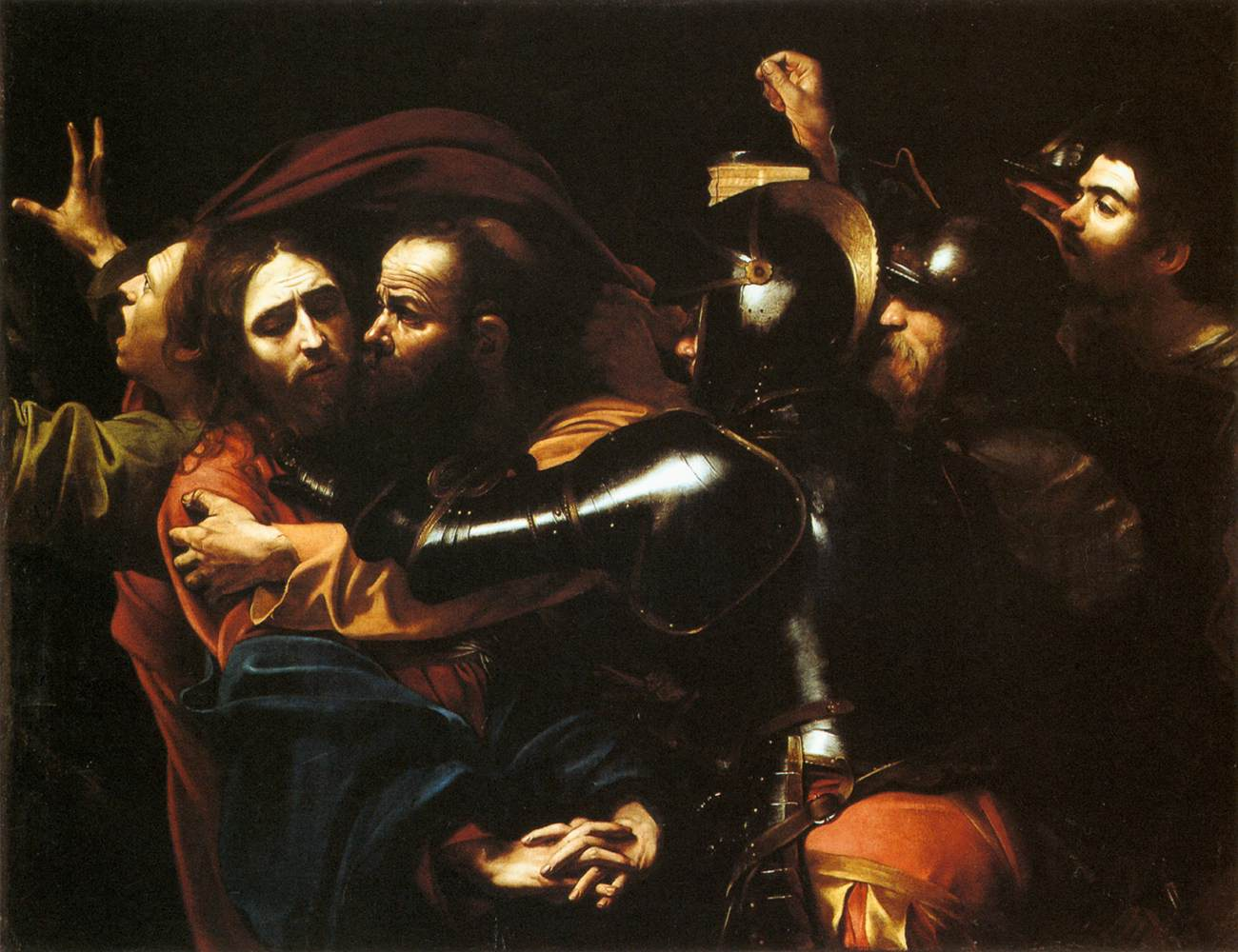
El prendiment de Crist de Caravaggio, 1602.

En els anys 90 un Caravaggio perdut,El prendiment de Crist, conegut a través de rèpliques, va ser descobert en una casa d'estudis  jesuïta en Leeson Street (Dublín) per Sergio Benedetti, conservador en cap de la galeria. Els jesuïtes van accedir generosament que s'exhibís a la Galeria, i el descobriment va ser causa d'excitació nacional. El 1997 Anne Yeats va donar esbossos del seu oncle Jack Yeats i la Galeria ara inclou un Museu de Yeats. Denis Mahon, un conegut crític d'art, va prometre a la Galeria part de la seva rica col·lecció, i vuit pintures de la seva donació promesa estan en exhibició permanent, com la magnífica Jacob beneeix als fills de Joseph pintada per Guercino.
Una nova ala, l'Ala del Mil·lenni, va ser oberta el 2002. A diferència de les dues ampliacions prèvies, aquesta nova ala té façana al carrer i els arquitectes Benson i Forsyth li van donar una façana imponent i un gran atri. El disseny originalment implicava la demolició de la terrassa d'una casa georgiana adjacent i els seus salons de ball, però, es va requerir que es mantinguessin i actualment donen profunditat i textura al disseny. L'Ala del Mil·lenni té els seus crítics: és imperdonable el pobre manteniment, i el seu espai de circulació no té claredat, però és generalment assumit que aquests errors són detalls trivials davant l'impacte de l'edifici.

## Col·lecció permanent
La col·lecció inclou 14.000 obres d'art, incloent 2.500 pintures a l'oli, 5.000 dibuixos, 5.000 impresos i algunes escultures, mobles i altres obres d'art.

### Espanya
- Luis de Morales (c.1509-1586) Sant Jeroni al desert, cap a 1570.
- Juan Fernández de Navarrete (1526-1579) Abraham i els tres àngels, 1575.
- Rodrigo de Villandrando (1588-1622) Retrat de Joana de Salines, 1622.
- José de Ribera (1591-1652) Sant Onofre, cap 1628-1630.
- Diego Velázquez de Silva (1599-1660) Cuinera amb el sopar d'Emaús o La mulata, c. 1618-1622.
- Francisco de Zurbarán (1598-1664) La Immaculada Concepció, cap al 1660.
- Bartolomé Esteban Murillo (1617-1682) El retorn del fill pròdig, cap al 1660.
- Francisco de Goya (1746-1828) Antonia Zárate, cap 1805-1806.
- Pablo Ruiz Picasso (1881-1973) Natura morta amb mandolina, 1924.
- Juan Gris (1887-1927) Pierrot, 1921.

### França

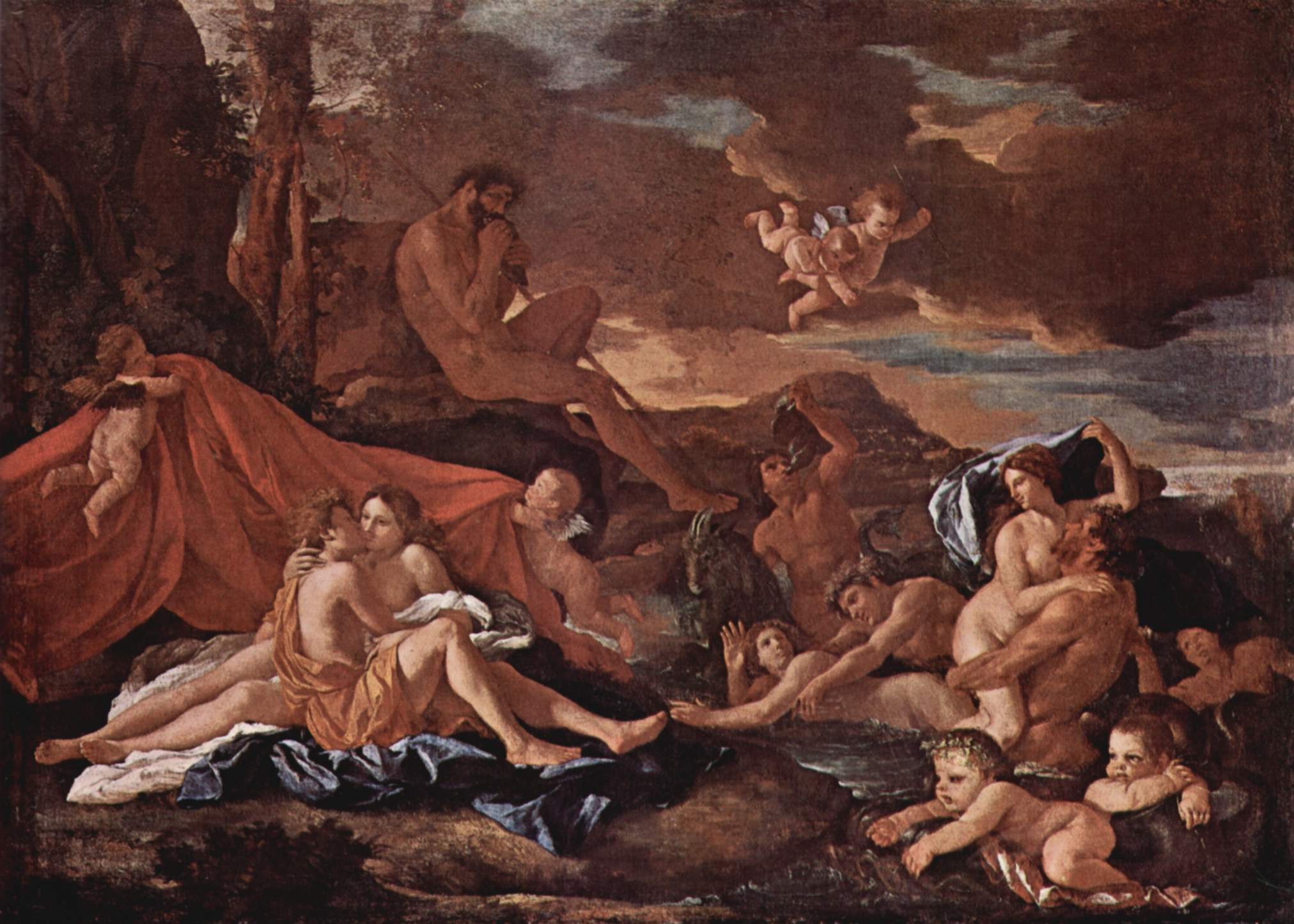
Acis i Galatea, de Nicolas Poussin.

- Jacques Yverni (conegut entre 1410-1438) L'Anunciació, c. 1435.
- Nicolas Poussin (1594-1665)
  - Acis i Galatea, 1627-1628.
  - La lamentació sobre Crist mort, 1657-1660.
- Jean Lemaire (1598-1659) Paisatge arquitectònic amb figures, 1627-1630.
- Jean-Baptiste-Siméon Chardin (1699-1779) Naturalesa morta: dos conills, una perdiu, borsa de joc i caixa de pólvora, 1731.
- Jean-Honoré Fragonard (1732-1806) Venus i Cupido (dia), c. 1755.
- Eugène Delacroix (1798-1863) Demóstenes a la costa, 1859.
- Gustave Courbet (1819-1877) Retrat d'Adolphe Marlet, 1851.
- Alfred Sisley (1819-1899) Els bancs del canal del Loing en Saint-Mamma, 1888.
- Claude Monet (1840-1926) Basin de plata amb un vaixell de vela, 1874.
- Paul Signac (1863-1935) Dama a la terrassa, 1898.
- Kees van Dongen (1877-1968) Stella amb barret de flors, c. 1907.
- Chaïm Soutine (1893-1943) Paisatge amb el vol de les escales, c. 1922.

### Itàlia

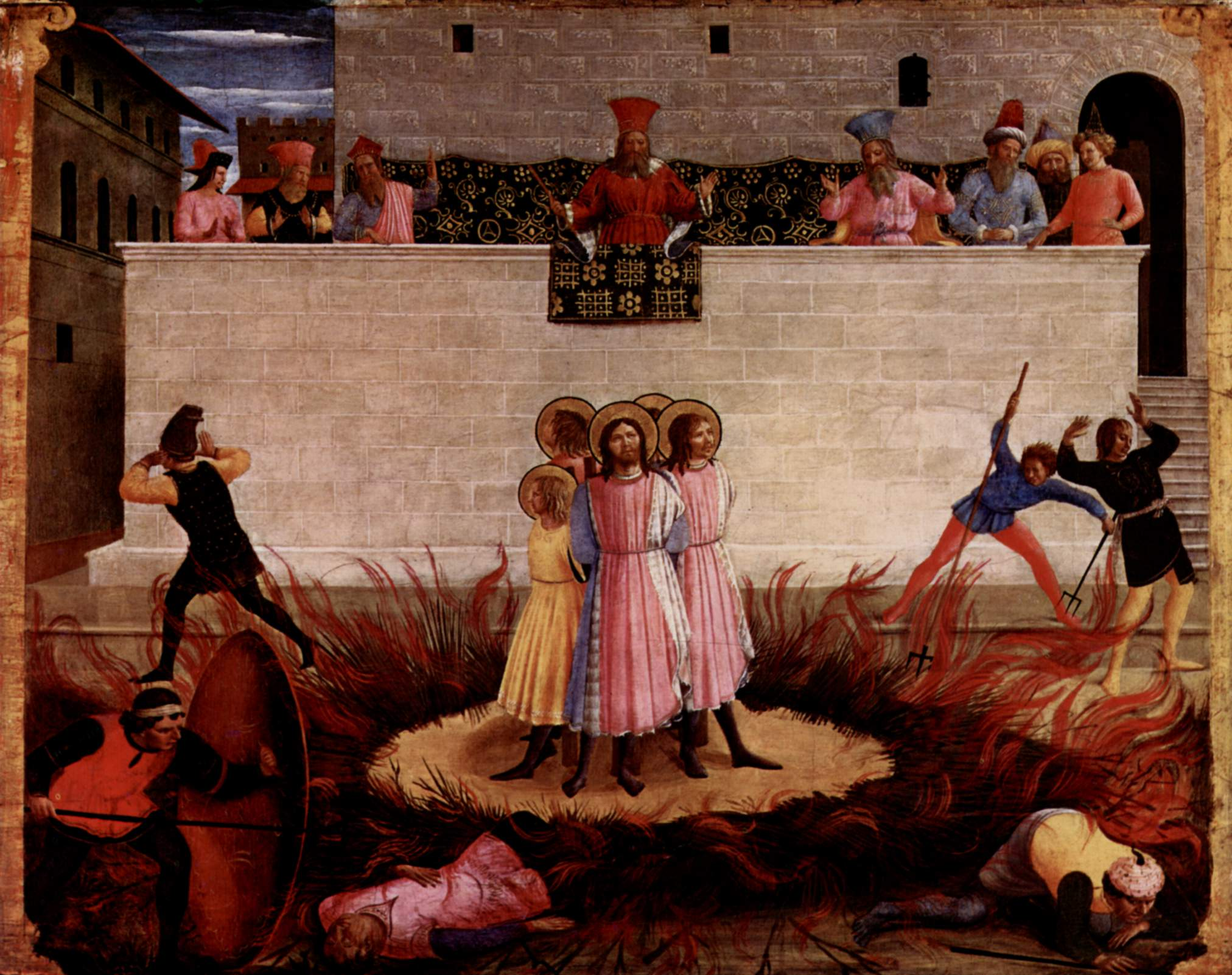
Martiris de sant Cosme i sant Damià, de Fra Angelico.

- Mestre de Verucchio (Segle XIV) La Crucifixió, Noli em tangere, c. 1330-40.
- Fra Angelico (1417-1455) Martiri de sant Cosme i sant Damià, c. 1440-42.
- Zanobi Strozzi (atribuït a) (1412-1468) Assumpció de la Verge amb sant Jeroni i sant Francesc, 1460.
- Filippino Lippi (1457-1504) Retrat d'un músic, tardans 1480.
- Tiziano (c.1485/90-1576) Ecce Homo, c.1558/60.
- Giovanni Battista Moroni (abans de 1524-1578) Retrat d'un cavaller i els seus dos fills, c. 1570.
- Caravaggio (1571-1610) El prendimiento de Crist, 1602.
- Guido Reni (1575-1624) El suïcidi de Cleopatra, c. 1639-40.
- Domenico Zampieri (1581-1641) Santa Maria Magdalena, c. 1625.
- Giovanni Francesco Barbieri (1591-1666) Jacob beneint als seus fills, c. 1620.
- Sassoferrato (1609-1685) Verge i Nen, c. 1630.
- Luca Giordano (1634-1705) Venus, Mart i Vulcà, 1660.
- Carlo Maratti (1625-1713) La violació d'Europa, c. 1680-5.
- Francesco Solimena (1657-1747) Al·legoria de l'Hivern, c. 1690.
- Canaletto (1697-1768) Plaça de Sant Marc, c. 1756.

### Alemanya i Suïssa
- Escola de Salzburg Crist a la Creu amb la Verge Maria i Juan, c. 1430.
- Mestre de la joventut de sant Romualdo (actiu c.1490) Sant Romualdo deixant als seus pares, c. 1490.
- Georg Pencz (actiu 1500-1550) Retrat de cavaller, 1549.
- Angelica Kauffmann (1741-1807) La família Ely, 1771.
- Emil Nolde (1867-1956) Dues dones en un jardí, 1915.

### Flandes
- Marinus van Reymerswaele (atribuït) (c.1490/95-c.1567) La crida de Mateu, c. 1530-40.
- Pieter Brueghel el Jove (1564-c.1637) Casament Camperola, 1620.
- Peter Paulus Rubens (1577-1640) Sant Pere i el tribut, 1617-1618.
- Jacob Jordaens (1593-1678)
  - La veneració de l'Eucaristia, c. 1630.
  - El sopar d'Emaús, c. 1645-65.
- Anthony van Dyck (1599-1641) Un nen en una terrassa, c. 1623-24.

### Holanda
- Gerrit van Honthorst (1590-1656) Una festa musical, c. 1616-18.
- Rembrandt (i estudi) (1606-1669) La mà calenta, c. 1628
- Willem Cornelisz Duyster (1599-1635) Interior amb soldats, 1632.
- Aelbert Cuyp (1620-1691) Munyint vaques, 1640s?
- Mathias Stomer (1600-after 1650) L'arrest de Crist, c. 1641.
- Rembrandt (1606-1669) Paisatge amb la Fugida a Egipte, 1647.
- Willem Drost (1652-1680) Bust d'un home amb barret d'ala ampla, c. 1654.
- Anthonie de Lorman (1610-1673) Interior de Sant Laurenskerk, Rotterdam, c. 1660-65
- Gabriel Metsu (1629-1667)
  - Home escrivint una carta, c. 1663.
  - Dona llegint una carta, c. 1663.
- Jan Steen (1625/26-79)
  - L'escola del poble, c. 1665.
  - El casament de Canà, 1665-1670.
- Johannes Vermeer (1632-1675) Dona escrivint una carta, amb la seva dama, c. 1670.
- Cornelis Troost (1696-1750) Jeroni Tonneman i el seu fill Jeroni, 1736.

### Gran Bretanya i Amèrica del Nord
- William Hogarth (1697-1764)
  - La família de l'Oest, c. 1738.
  - Els nens Mackin, c. 1747.
- Thomas Gainsborough 1727-1788
  - Una vista a Suffolk, c. 1746.
  - Mrs Christopher Horton (1743-1808), més tard duquessa de Cumberland, 1766.
  - La nena al cottage, 1785.
- Joshua Reynolds (1723-1792)
  - Paròdia de la 'Escola d'Atenes' de Rafael, 1751.
  - La família Temple, 1780-1782.
  - Omai, 1776 (préstec d'una col·lecció privada).
  - Charles Coote, Primer duc de Bellamont, 1776.
- Henry Raeburn (1756-1823) Sir Joan i lady Clerk de Penicuik, 1791.
- George Romney (1734-1802) Titania, Puck i el Changeling, de 'Somni d'una nit d'estiu' de Shakespeare, 1793.
- John Singer Sargent (1856-1925) Els separadors de gra de Venècia, 1880-1882.
- Stanley Royle (1888-1961) Nena amb oca, c. 1921.
- Francis Wheatley (1747-1801) Els voluntaris dublinesos a College Green, 4 novembre 1779, 1779-1780.

### Irlanda
- James Barry (1741-1806)
  - La temptació d'Adam, 1767-1770.

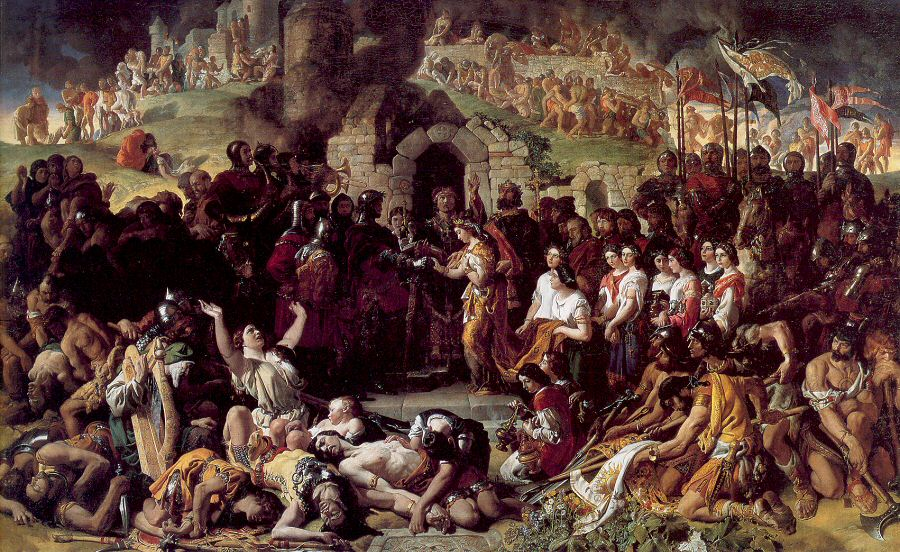
Els esposalles de Strongbow i Aoife, obra de Daniel Maclise.

  - Autoretrat com Timantes, ~1780-1803.
- Nathaniel Hone el Vell (1718-1784) El prestidigitador, 1775.
- Hugh Douglas Hamilton (1740-1808) Frederick Hervey, bisbe de Derry i quart duc de Bristol (1730-1803), amb la seva neta lady Caroline Crichton (1779-1856), als jardins de la Vila Broghese, Roma, ~1790.
- Francis Danby (1793-1861) L'obertura del sisè segell, 1828.
- Daniel Maclise (1806-1870) El matrimoni de Strongbow i Aoife, 1854.
- Sarah Purser (1848-1943) L'esmorzar, 1881.
- Roderic O'Conor (1860-1940) La jove bretona, ~1895.
- Walter Fredrick Osborne (1859-1903) En un parc de Dublín, llum i ombra, ~1895.
- John Lavery (1856-1941) L'estudi de l'artista: Lady Hazel Lavery amb la seva filla Alice i fillastra Eileen, 1909-1913.
- Paul Henry (1876-1958) Llançant el currach, 1910-1911.
- William John Leech (1881-1968) Convent Garden, ~1912.
- Sean Keating (1889-1977) Al·legoria, ~1922.
- Mainie Jellett (1897-1944) Decoració, 1923.
- Gerard Dillon (1916-1971) Els petits camps verds, ~1945.

### La Col·lecció Yeats
- Jack B. Yeats (1871-1957)
  - Nedant al Liffey, 1923.
  - Un matí en una ciutat, 1937.
  - Pena, 1951.
- John Butler Yeats (1839-1922) John O'Leary, 1904.

### Dibuixos i aquarel·les
- James Malton (1760-1803) La Custom House.
- Joseph Mallord William Turner (1775-1851) Vaixells pesquers a la platja Folkestone.
- Dante Gabriel Rossetti (1828-1882) Jane Burden com la reina Ginebra, 1858.
- Fredrick William Burton (1816-1900) Hellelil i Hildebrand, la trobada a les escales turret, 1864, 1864.
- James McNeill Whistler (1834-1903) Nocturn en gris i daurat - Piccadilly', 1881-1883.
- Edgar Degas (1834-1917) Dos ballarines en un vestidor.
- Pablo Picasso (1881-1973) Dos ballarines, 1925.